# Peribaea hirsuta
Peribaea hirsuta là một loài ruồi trong họ Tachinidae.